# Jevgenij Jorkin
Jevgenij Jorkin, född 23 augusti 1932 i Noginsk, död 13 november 1982, var en sovjetisk ishockeyspelare.
Han blev olympisk bronsmedaljör i ishockey vid vinterspelen 1960 i Squaw Valley.